# Ehlen
Ehlen is een dorp van de gemeente Habichtswald in het district Kassel-Land in Hessen.
Ehlen ligt aan de Uerdinger Linie, in het traditionele Nederduitse gebied.
Ehlen ligt tussen Burghasungen en Dörnberg.